# ماگدالنا آباکانوویچ
مارتا ماگدالنا آباکانوویچ-کوسمووسکا (انگلیسی: Marta Magdalena Abakanowicz-Kosmowska؛ زاده ۲۰ ژوئن ۱۹۳۰ – ۲۰ آوریل ۲۰۱۷) یک مجسمه‌ساز، استاد دانشگاه، هنرمند طراح، نقاش و هنر الیافی اهل لهستان بود. ماگدالنا آباکانوویچ به دلیل استفاده از منسوجات به عنوان یک ابزار مجسمه‌سازی و آثار اینستالیشن یا هنر چیدمان او در فضای باز شناخته می‌شود. او در سطحی وسیع به عنوان یکی از مشهورترین هنرمندان بین‌المللی لهستان از شهرت جهانی برخوردار است.
او از سال ۱۹۶۵ تا ۱۹۹۰ استاد آکادمی هنرهای زیبا در پوزنان، لهستان و استاد مدعو در دانشگاه کالیفرنیا، لس آنجلس در سال ۱۹۸۴ بود.

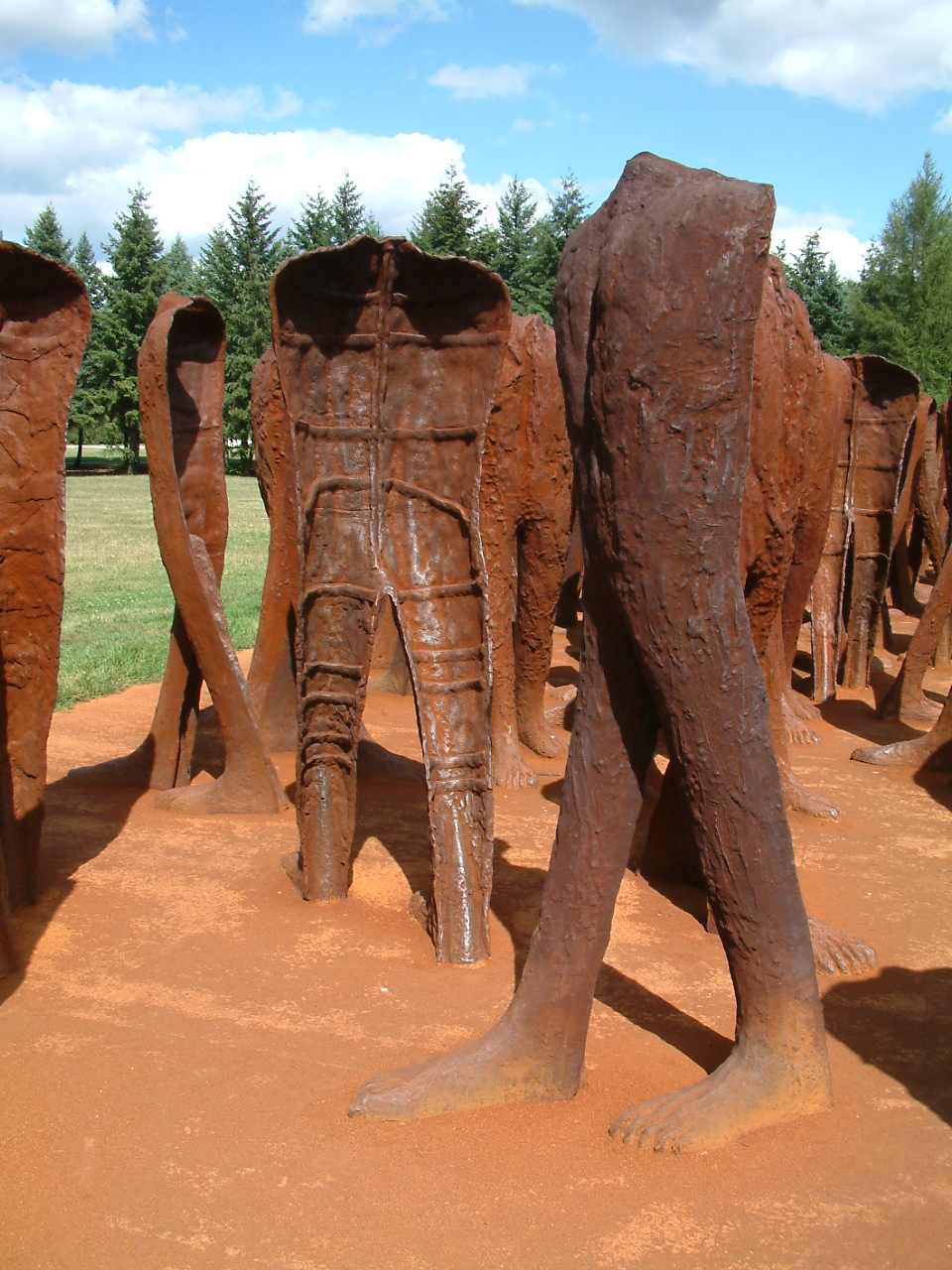
Nierozpoznani ("ناشناسان") (۲۰۰۲)، اثر ماگدالنا آباکانوویچ، در پارک Cytadela، پوزنان، لهستان

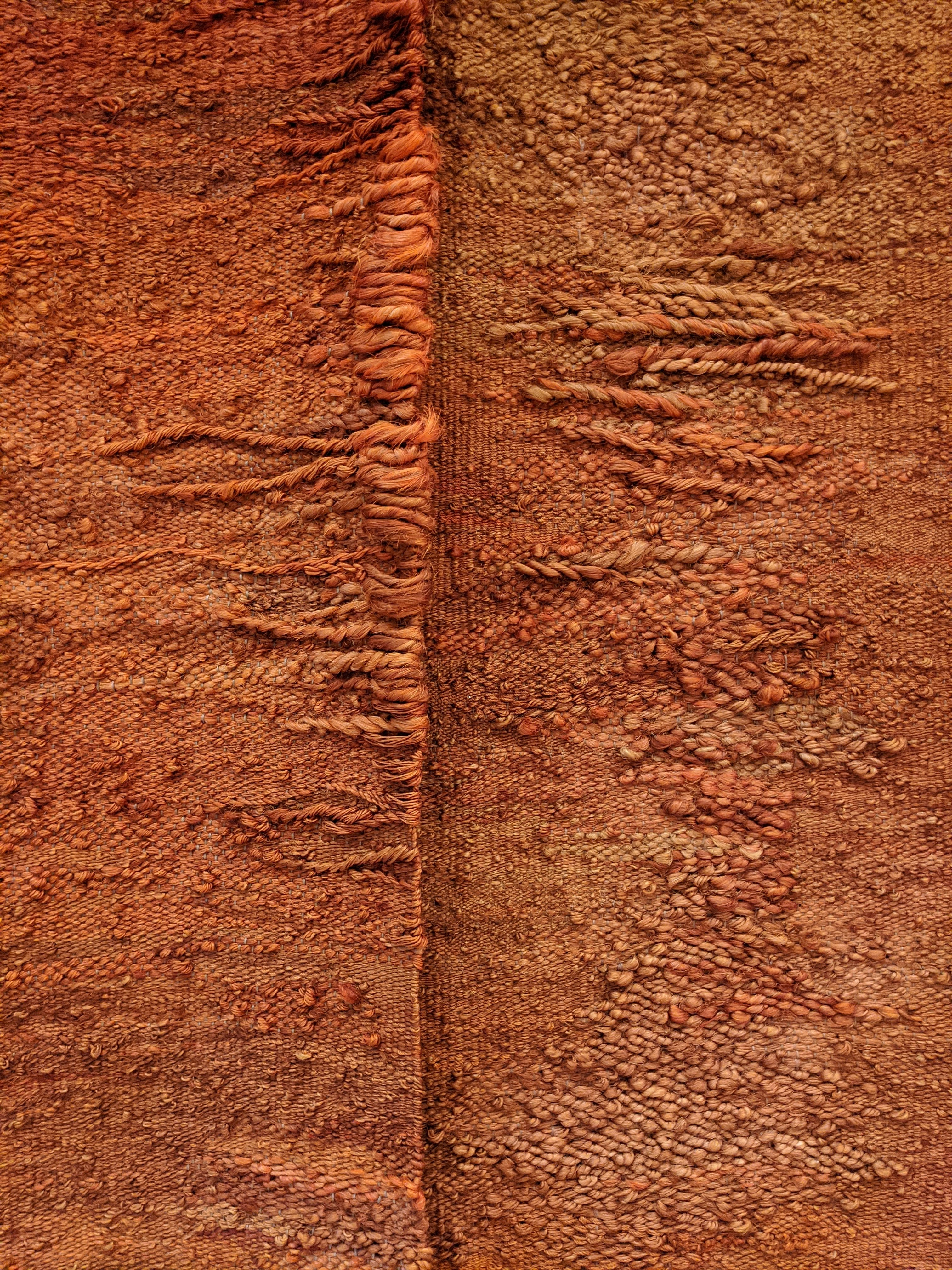
مرکز مجسمه‌سازی ناشر ، بدون عنوان، ۱۹۸۰–۱۹۸۳. این تصویر جزئیاتی از یک اثر بدون عنوان است، یکی از بزرگ‌ترین بافت سیسال است که آباکانوویچ تا کنون ساخته‌است.

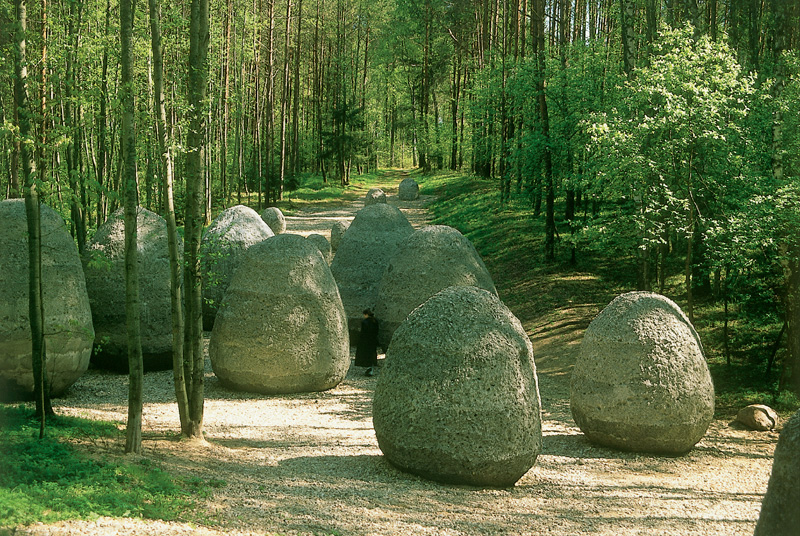
فضای رشد ناشناخته (اروپوس پارکاس، لیتوانی)

## زندگی و آثار
ماگدالنا آباکانوویچ در ۱۹۴۹ تحصیلات اولیه خود را در هنرستان شهر سوپوت در لهستان تمام کرد و در سال ۱۹۵۴ از دانشگاه هنرهای زیبای ورشو فارغ‌التحصیل شد. او از ۱۹۵۶ به‌عنوان هنرمند مستقل مشغول به‌کار شد و از همان ابتدا با مجسمه‌های بافته‌شده‌اش معروف به «آباکانز»، که برگرفتهٔ از نام خانوادگی‌اش بود، شهرت یافت.
حجم‌های شگفت‌آوری که او می‌ساخت اغلب آثاری جامه‌مانند، پرابهام و گیراست. آباکانوویچ برای آثارش با پارچه معروف شده و همچنین نمایشگاه‌هایی از نقاشی‌ها و طراحی‌هایش برگزار کرده‌است. گرچه او آثار متعددی با الیاف، طناب و پارچه دارد اما آثار متأخر او بیشتر از مواد سخت ساخته شده‌اند.
آباکانوویچ متأثر از شرایط محیطی سرزمین مادری خود و مواجهه با شرایط اقتصادی وحشتناک لهستان، مضامینی را برای ساخت مجسمه‌های یادبود یافت. همین مجسمه‌ها معیاری شدند برای معرفی او. بعدها در اواسط دهه ۱۹۷۰ آثار وی به سبب موضوع فیگورها و پرنده‌های ساخته شده از چسب و رزین فرم داده شده روی گچ سمت‌وسوی دراماتیک به خود گرفت. این ویژگی بعدها نیز شخصیت کارهای او را نشان می‌دهد.
آباکانوویچ در سال ۱۹۸۳ کارهای خود را با آلومینیم ساخت و در سال ۱۹۸۴ اولین کارهای برنزی خود را نیز ارائه کرد. ویژگی این آثار این است که پتانسیل و قابلیت اوج گرفتن در آسمان را نشان می‌دهند.
او در کارهایش معمولاً دسته‌ای از فرم‌های تکرارشونده را بر اساس پیکر انسان، حیوان یا درخت به کار می‌گیرد. (منتقدی هنری این دست آثار او را «پوستهٔ بدون سر انسان» توصیف کرده‌است) این فرم‌ها در ظاهر و حالت، مشابه یکدیگرند، اما هر کدام ویژگی خاص خود را دارند.
کارهایی مانند «سرها» (۱۹۷۵)، «پشت‌ها» (۱۹۷۶–۱۹۸۲) و «رویان‌شناسی» (۱۹۷۸–۱۹۸۱) از فرم‌های چندگانه و با موادی طبیعی ازجمله، کرباس، طناب و گونی خلق شده‌اند. بسیاری از کارهای متأخر او از برنز، آهن و سیمان ساخته شده‌اند، مانند «کاتارسیس» (۱۹۸۵) و «آگورا» (۲۰۰۶). بسیاری از این آثار اینستالیشن‌هایی دائمی در فضای خارجی‌اند و در سراسر دنیا، مانند سئول، چند ایالت از امریکا، پاریس و دیگر جاها قرار داده شده‌اند.

## جوایز
وی برندهٔ جوایزی همچون نشان هنر و ادب، گلوریا آرتیس، نشان افتخار تولد لهستان، نشان افتخار شایستگی جمهوری فدرال آلمان، و پور لو مریت و جوایز دیگر شده‌است.

## جستارهای وابسته

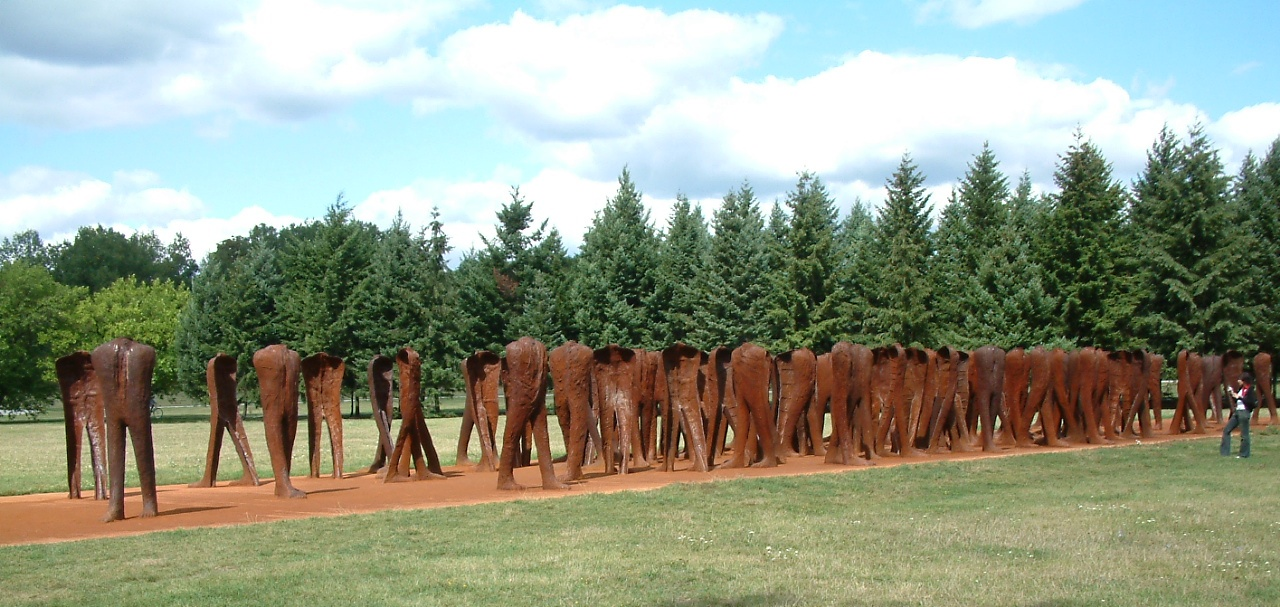
Nierozpoznani ("ناشناسان") (۲۰۰۲)، اثر ماگدالنا آباکانوویچ، در پارک Cytadela، پوزنان، لهستان (کل اثر)